# 伊洛娜·马厄
伊洛娜·德尔辛·罗莎·马厄（英語：Ilona Delsing Rosa Maher，1996年8月12日—），美国女子橄榄球运动员。她曾代表美国七人制国家队参加2020年和2024年夏季奥林匹克运动会七人制橄榄球比赛，其中2024年奥运会获得一枚铜牌。